# 医中誌Web
医中誌Web（いちゅうしウェブ）とは、日本国内の医学関連分野の文献情報を収集した有料のオンラインデータベースである。日本で発行される医学、歯学、薬学、看護学、獣医学分野の学術誌に掲載された原著論文や会議録等を収載対象とし、2017年9月現在1,100万件以上の文献情報の検索と閲覧が可能である。1903年に創刊された抄録誌「医学中央雑誌」時代を含めると日本で最も長い歴史を持つ雑誌文献索引であり、世界的にみても医学分野では1879年刊行の「Index Medicus」に続き2番目に古いとされる。

## 歴史

### 医学中央雑誌
1903年、尼子四郎によって医中誌Webの前身にあたる医学中央雑誌が創刊された。ドイツの「医学全科中央雑誌（Centralblatt für die gesammte Medicin）」を参考とした抄録誌であり、日本の医学界に寄与すべく網羅性と速報性を重視していた。
事業が四郎の長男、尼子富士郎に引き継がれてからも、第二次世界大戦中に被災し一時的に休刊したほかは、外部からの支援を受けることなく編纂は続けられた。この功績で富士郎には紫綬褒章、日本医師会「最高優功賞」が与えられている。2002年まで医学中央雑誌の発行は続いた。

### 医学中央雑誌CD-ROM版
創刊号では64誌から1,886件の文献を収載していた医学中央雑誌だったが、1980年頃には収録文献数は約15万件に増大する。それまで行ってきた手作業での出版は限界に近づき、インデクシングの効率化や索引誌発行までのタイムラグの解消、ユーザ側の要望でもあるデータベース化が課題となっていた。
そこで1983年、まず編集作業が電算処理による機械編集に切り替えられた。このことにより情報が電子的に蓄積され、のちの医中誌Webの基本データとなった。その後、ユーザ向けとして医学中央雑誌CD-ROM版が提供されはじめた。冊子に比べて検索の利便性は高く、1996年には冊子体とCD-ROMの契約数が逆転した。CD-ROM版の提供は2006年まで続いた。

### 医中誌Web
PubMedが1997年に一般公開されるなど医学情報流通のあり方が変容する中、インターネット対応を望む声を受け、2000年にオンライン検索サービス「医中誌Web」がリリースされた。
2011年10月には、創刊号から410巻（1983年）までの紙面の画像が国立国会図書館デジタル化資料で閲覧可能となった。2014年11月以降は電算化以前のデータも「OLD医中誌データ」として医中誌Webに追加収載している。書誌事項からの検索が可能であり、国立国会図書館デジタル化資料の該当ページへリンクされている。
2015年時点で、約2,500機関に導入され、平日は一日平均1万9千回程度のログインがある。

## データベース
医中誌Webは大学や病院、研究機関等による法人契約、および「医中誌パーソナルWeb」への個人契約により利用が可能である。
医中誌Webは、日本国内の医学関連分野の文献情報を収録している。収録対象は日本で発行される医学、歯学、薬学、看護学、獣医学分野の学会誌、協会誌、研究会誌や会議録、紀要、商業誌などである。これらの定期刊行物に掲載された会議録や原著論文、解説、総説等について、書誌情報のほか、論文種類・研究デザイン、キーワード、抄録を収載している。一方でインタビュー、巻頭言、訪問記、 施設紹介、発表者が記載されていない文献などは採択されない。全体のうち会議録の占める割合が50%を超える。データは月に2回更新され、1970年から2017年9月現在までで約7,000誌の医学関連雑誌から1,100万件のレコードが索引付けられている。
MeSHに準拠した「医学用語シソーラス」を持ち、ある主題の文献を効率的・網羅的に検索するのに役立っている。しかしシソーラスの体系から独立した「医中誌フリーワード」というオリジナルの統制語を持つほか、語の定義がシソーラス上で明示されていないなど、利用に注意を要する点もある。シソーラスブラウザでは、同義語やMeSH用語を確認したり、該当のMeSH用語でのPubMed検索が可能である。
EBMの普及に対応し「メタアナリシス」「ランダム化比較試験」「比較臨床試験」「比較研究」「診療ガイドライン」の研究デザインによる絞込み機能も実装している。
論文本文を入手しやすいよう、所蔵目録やリンクリゾルバといった図書館システムや、電子ジャーナルや機関リポジトリとも連携しているほか、文献複写サービスも提供している。